# The Headshrinkers
Gli Headshrinkers è stato un tag team di wrestling, che militò nella World Wrestling Federation, composto da Fatu e Samu. Lottarono in precedenza con il nome "The New Wild Samoans" nella National Wrestling Alliance, e come "The Samoan Swat Team" nella World Championship Wrestling, nella World Class Championship Wrestling, nella World Wrestling Council e nell'American Wrestling Federation.
Gli Headshrinkers interpretavano una coppia di selvaggi samoani, mostrando spesso un comportamento incivile, come mordere una carcassa di tacchino durante un match, e trascinandosi a vicenda per i capelli. Si diceva che le loro teste fossero così dure da essere insensibili al dolore. Quello della testa dura divenne uno dei ritratti tipici dei wrestler samoani.

## Carriera
Samu è il figlio di Wild Samoan Afa, mentre Fatu è il nipote, ed entrambi sono nipoti di Sika, oltre che parte della famiglia Anoa'i.

### The Samoan Swat Team
Nel 1985 Samu entrò a far parte della International Wrestling di Gino Brito e Dino Bravo, con sede a Montréal, dove lavorò per la prima volta, così come suo cugino Fatu. Quando la federazione chiuse i battenti, i due cugini passarono alla World Wrestling Council a Portorico, e debuttarono come "The Samoan Swat Team". Il team adottò la gimmick dei samoani selvaggi, così come avevano già fatto i loro padri intimorendo tutto il mondo del wrestling, lavorando a piedi nudi e senza parlare inglese. Il team divenne il primo WWC Caribbean Tag-Team Champions di sempre, il 7 novembre 1987, quando sconfisse Invader I e Invader III. Il duo conservò le cinture per poco più di un mese, prima di cederle a Mark Youngblood e Chris Youngblood, lasciando così la federazione.
Samu e Fatu apparvero successivamente in Texas, lavorando per la World Class Championship Wrestling di Fritz Von Erich. La storyline prevedeva fosse stato Buddy Roberts a portare il team per combattere le sue battaglie contro la Von Erich family e l'ex partner dei Fabulous Freebirds, Michael Hayes. I Samoan Swat Team furono subito pushati; presentati come forze inarrestabili, fu concesso loro di battere, nella loro città natale, gli eroi Kerry e Kevin Von Erich per il WCCW Tag Team Championship, il 28 agosto 1988. I samoani rimasero imbattuti in WCCW fino a quando non si scontrarono con Michael Hayes e il suo nuovo partner, "Do It To It" Steve Cox, il 12 settembre. Il duo non restò senza cinture per troppo tempo, riconquistando così il titolo appena quattro giorni dopo. Hayes e Cox avrebbero battuto ancora una volta i Samoan Swat Team per il titolo, il 15 ottobre 1998, conservandolo questa volta soltanto per 2 giorni prima di ricederlo ai samoani. Il 12 settembre 1988, i Samoan Swat Team divennero doppi campioni, dopo aver sconfitto "Hollywood" John Tatum e Jimmy Jack Funk per il WCWA Texas Tag Team Championship. I Samoan Swat Team debuttarono in pay-per-view ad AWA Superclash III, il primo (e unico) PPV organizzato dall'American Wrestling Association. I samoani difesero con successo i loro titoli WCCW Tag Team da Michael Hayes e Steve Cox. All'inizio del 1989, i samoani lasciarono la WCCW, rendendo vacanti entrambi i titoli di coppia per via della loro partenza improvvisa.
I Samoan Swat Team firmarono per la Jim Crockett Promotions, e furono accompagnati da Paul E. Dangerously, ex manager dei Midnight Express. I samoani ebbero una faida proprio con i Midnight Express, sconfiggendoli a Clash of the Champions VI, il 2 aprile 1989. A The Great American Bash 1999, i samoani collaborarono con l'ex rivale Michael Hayes, Terry Gordy e Jimmy Garvin, perdendo un WarGames match contro i Road Warriors, i Midnight Express e Steve Williams. Nell'autunno del 1989, Paul E. Dangerously fu sollevato dal suo incarico, sostituito da "The Big Kahuna" Oliver Humperdink. I loro ranghi furono rafforzati con l'aggiunta di The Samoan Savage, fratello di Fatu. I samoani iniziarono a perdere match dopo match sul finire del 1989, ma la fortuna tornò loro a sorridere in seguito all'infortunio di Sid Vicious, che fu dunque costretto, con i suoi Skyscrapers, a rinunciare all'Iron Team Tournament di Starrcade 1989. I Samoan Swat Team, ora chiamati "The New Wild Samoans", furono appunto scelti per sostituirli. Samu fu escluso senza alcuna spiegazione, ritrovandosi a lottare sporadicamente in qualche single match, mentre Fatu e Samu lottarono, per tutto il resto del tempo in WCW, con il nome "New Wild Samoans". Dopo aver lasciato la WCW, nell'estate del 1990, i Samoan Swat Team lavorarono per una serie di federazioni indipendenti negli Stati Uniti, in Europa e in Giappone, spesso collaborando con un membro della famiglia, Rodney Anoa'i, noto a quel tempo come "Kokina Maximus".

### The Headshrinkers
Nel 1992, Samu e Fatu firmarono per la World Wrestling Federation, "manageriati" dal padre di Samu, Afa. Il team cambiò nome in "Headshrinkers", ma la gimmick rimase quella di sempre. Anche Rodney Anoa'i firmò per la WWF, ribattezzato "Yokozuna", ma i legami familiari tra lui e i samoani non furono mai menzionati. Il team debuttò in aiuto dei Money Inc., impegnati a sconfiggere i Natural Disasters per la conquista dei WWF World Tag Team Championship. Agli inizi del loro percorso con la WWF, gli Headshrinkers feudarono con i Natural Disasters e i novelli High Energy.
Tra il 1992 e l'inizio del 1994, gli Headshrinkers mantennero una posizione di media importanza nella divisione tag team, sporadicamente in lotta per le cinture e apparendo raramente in PPV in lotta con gli Smoking Gunns e i Men on a Mission. Gli Headshrinkers sostennero Yokozuna in un Casket Match contro The Undertaker, alla Royal Rumble 1994. Nell'Aprile del 1994, gli Headshrinkers turnarono face e sfidarono i Tag Team Champions, i Quebecers, con l'aggiunta di Lou Albano come co-manager, vincendo così le cinture, il 26 aprile 1994. A King of the Ring 1994, il 19 giugno, gli Headshrinkers difesero con successo le cinture da Yokozuna e Crush. Tuttavia il 28 agosto, persero il titolo contro Shawn Michaels e Diesel. Il cambio di titolo avvenne appena un giorno prima il loro match contro Irwin R. Schyster e Bam Bam Bigelow, ai quali i samoani avrebbero dovuto cedere inizialmente i titoli di coppia. Ma il chairman della federazione, McMahon, cambiò idea a pochi giorni da Summerslam e ordinò di perderle proprio a favore di Shawn Micheals e Diesel, in quel periodo già detentore del titolo intercontinentale.. Poco dopo, Samu lasciò la WWF per recuperare dagli infortuni, e fu sostituito da Sionne.
La kayfabe prevedeva che l'assenza di Samu fosse dovuta al fatto che, mangiando del pesce avariato, si fosse ammalato e che non vedeva di buon'occhio i tentativi di Lou Aldano di civilizzare il team, per esempio con l'utilizzo degli stivali. Per la prima volta, metà del team non era né un membro della famiglia Anoa'i né un samoano, dato che Sionne era delle isole di Tonga. La nuova formazione lottò in un unico pay-per-view, a Survivor Series 1994, dove fu sconfitta rapidamente. L'unica altra apparizione degna di nota di Fatu e Sionne fu al torneo per l'assegnazione del WWF Tag Team Championship, tra la fine del 1994 e l'inizio del 1995. Gli Headshrinkers persero contro Bam Bam Bigelow e Tatanka nelle semifinali. A luglio, gli Headshrinkers si sciolsero, con Sionne che lasciò la WWF per la WCW.

### Independent Headshrinkers
Dopo essere stato lontano dai riflettori per un bel po', Samu ritornò nella WWF nel 1995. Samu e suo fratello, Lloyd Anoa'i, erano conosciuti come "The Samoan Gangster Party". Loro cugino, Matt Anoa'i, divenne noto invece come "Big Matty Smalls", e con Samu si facevano chiamare "The Samoan Gangstas". Nel 1996, lavorarono per la Extreme Championship Wrestling, lottando principalmente con i Gangstas.
Dopo aver lasciato, Samu ha lavorato per un certo numero di federazioni indipendenti, sia come lottatore singolo sia con suo fratello Lloyd, che lavorò con nomi come "Headshrinker" Alofa, "Headshrinker" Ruopa e "The Tahitian Warrior", vincendo titoli in WWC e in ISPW.

## Personaggi

### Mosse finali
- Diving Headbutt
- Diving splash
- Double diving headbutt

### Manager
- Lou Albano
- Buddy Roberts
- Paul E. Dangerously
- Sir Oliver Humperdink
- Afa

## Titoli e riconoscimenti
- Fatu & Samu
  - World Class Championship Wrestling
    - WCWA Tag Team Champion (3)
    - WCCW Texas Tag Team Champion (1)

  - World Wrestling Council
    - WWC Caribbean Tag Team Championship (1)

  - World Wrestling Federation
    - WWF World Tag Team Championship (1)
- Kokina, Fatu & Samoan Savage
  - Universal Wrestling Association
    - UWA World Trios Championship (1)
- Samu & Lloyd Anoa'i 
  - Independent Superstars of Pro-Wrestling
    - ISPW Tag-Team Championship (1)

  - World Wrestling Council
  - WWC Tag Team Championship (1)
- Wrestling Observer Newsletter
  - Worst Worked Match of the Year (1993) con Bastion Booger e Bam Bam Bigelow vs. i Bushwhackers e i Men on a Mission a Survivor Series 1993